# Ruiselede
Ruiselede é um município belga da província de Flandres Ocidental. O município é composto apenas pela vila de Ruiselede. Em  1 de Janeiro de 2006, o município tinha uma população de 5.113 habitantes, uma área total de  30,20 km², correspondendo a uma densidade populacional de  169 habitantes por km².
Ruiselede foi local de uma rádio costeira, de 1920 a 1940.